# Château de Fougères
Le château de Fougères, en Bretagne, ne doit pas être confondu avec le château de Fougères-sur-Bièvre, situé dans le département de Loir-et-Cher (Centre-Val de Loire).
Le château de Fougères est l'un des plus imposants châteaux forts français, occupant une superficie de deux hectares, et constituant un ensemble médiéval du XIIe au XVe siècle.
Construit pour assurer la défense de la partie nord-est de la zone frontière du duché de Bretagne, les marches de Bretagne, le château fait l’objet d’un classement partiel au titre des monuments historiques, et il est inscrit comme site archéologique depuis le 18 avril 1914.

## Localisation

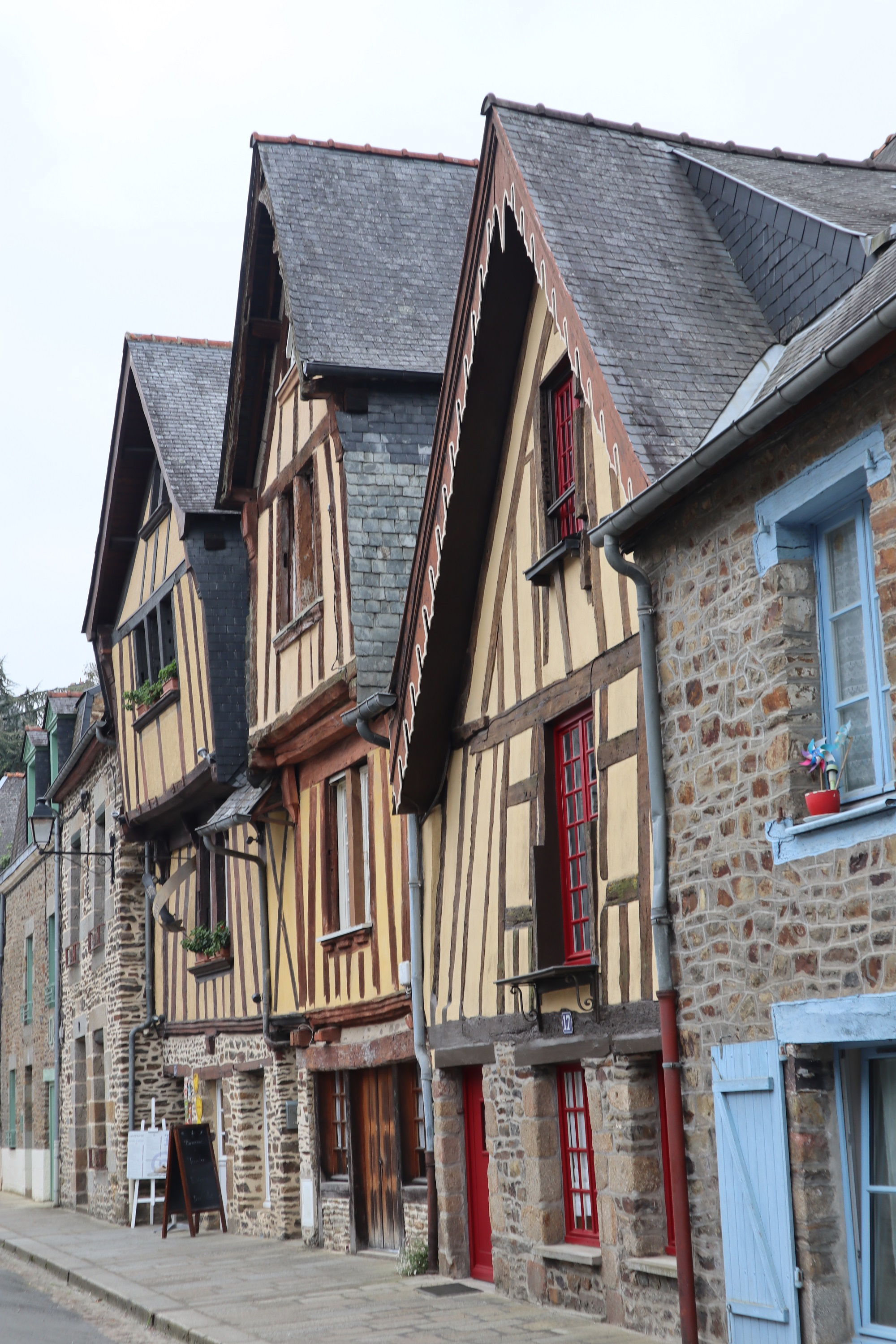
Le seuil et le faîte des portes de certaines maisons voisines montrent que les rues s'enfoncent dans les marais voisins.

Le château est situé dans la partie ouest de la ville close de Fougères, en Bretagne, dans le département d'Ille-et-Vilaine. Site de méandre ceinturé par quatre collines, il est construit sur le rocher de la Couarde émergeant d'une cuvette marécageuse cernée d'une boucle du Nançon, affluent du Couesnon, faisant office de douves naturelles qui transforment la cuvette en île par une dérivation du cours de la rivière. Cette position singulière dans une cuvette a fait discuter de nombreux castellologues : site naturellement protégé par le marécage, avantage en matière de discrétion et de prise par surprise des ennemis, mais qui pose des problèmes de défense insolubles lors du développement de l'artillerie au XVe siècle.  Vigie des marches de Bretagne construite en contrebas de la ville perchée sur un promontoire, la forteresse avait pour fonction d'assurer la défense du nord-est du duché de Bretagne. Le château est situé en fond de vallée, entouré de carrières de schiste briovérien (notamment celle dite La Vigne au sud-ouest du château), pour faciliter l'acheminement des pierres.

## Historique
À l'origine, il s'agit d'un donjon en bois qui occupe le point le plus élevé du site,. L'enceinte en bois sera remplacée à partir du XIIIe siècle par une muraille en pierre. C'est aussi à cette époque que la ville est ceinte d'un rempart.
Le premier château fort qui appartient, au XIe siècle à Main II de Fougères, de la famille de Fougères est ruiné en 1166 après le siège d'Henri II Plantagenêt. Il est démantelé et son donjon rasé. Raoul II le reconstruit vers 1176.
Raoul III fait hommage de Fougères à Louis IX. Pierre de Dreux, dit Mauclerc, s'empare de Fougères par surprise en 1231 mais Louis IX, à la tête de son armée, vient reprendre la ville. Raoul III est le compagnon d'armes de Louis IX lors de la septième croisade et meurt en 1256.
Son unique fille, Jeanne Ire de Fougères, qui épouse Hugues XII de Lusignan (petit-fils de Pierre Mauclerc), en janvier 1253, à Savigny, devenue châtelaine, construit les grandes tours Mélusine et des Gobelins, et dote la cité de portes fortifiées et de remparts.
Philippe le Bel, roi de France, confisque la baronnie de Fougères en 1307.
Jean de Montfort, duc de Bretagne, s'y installe mais Du Guesclin s'empare de Fougères qui revient à Pierre II d'Alençon en 1373. En 1428, Jean II d'Alençon vend le château de Fougères au duc de Bretagne pour payer sa rançon. En mars 1449, en pleine trêve entre la France et l'Angleterre, François de Surienne, un mercenaire espagnol à la solde des Anglais, attaque en pleine nuit avec ses 600 hommes. Les habitants sont massacrés et la ville est pillée. En 1450, Surienne s'y installe et s'y retranche. Ce n'est qu'après deux mois de siège par le duc de Bretagne François Ier, aidé par une épidémie de peste, que Surienne se rend.

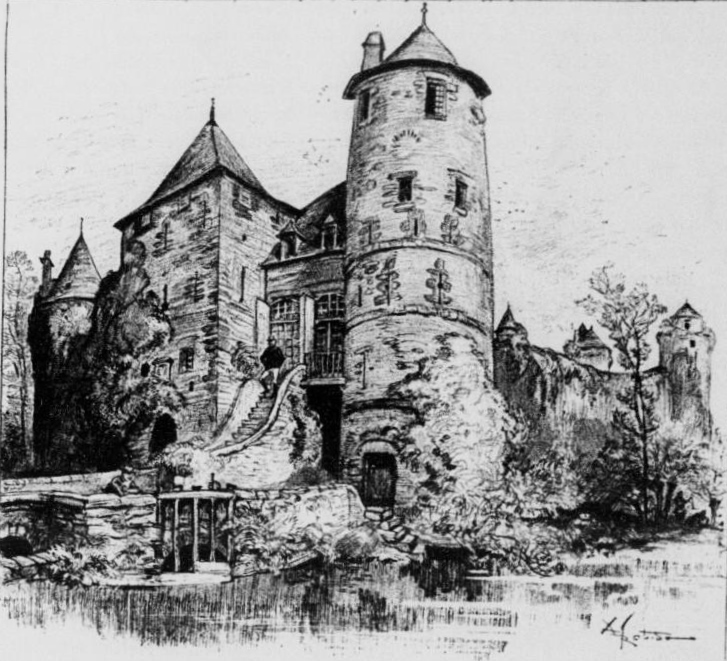
L'entrée du château de Fougères vers 1900 (lithographie d'Albert Robida).

Les fortifications sont encore augmentées, en particulier par Pierre II au XVe siècle. Le château est doté de deux tours trapues, la « Françoise » et la « Tourasse ».
À la suite du traité du Verger, en 1488, entre le duc de Bretagne, François II qui se reconnaît vassal du roi de France, Charles VIII, la place est laissée en garantie à ce dernier. Le traité étant violé, la même année, La Trémoille, lieutenant général des armées royales, prend le château en une semaine malgré une défense composée de 3 000 hommes et le roi de France laisse une garnison à Fougères une fois celle-ci rattachée au royaume de France, en 1491.

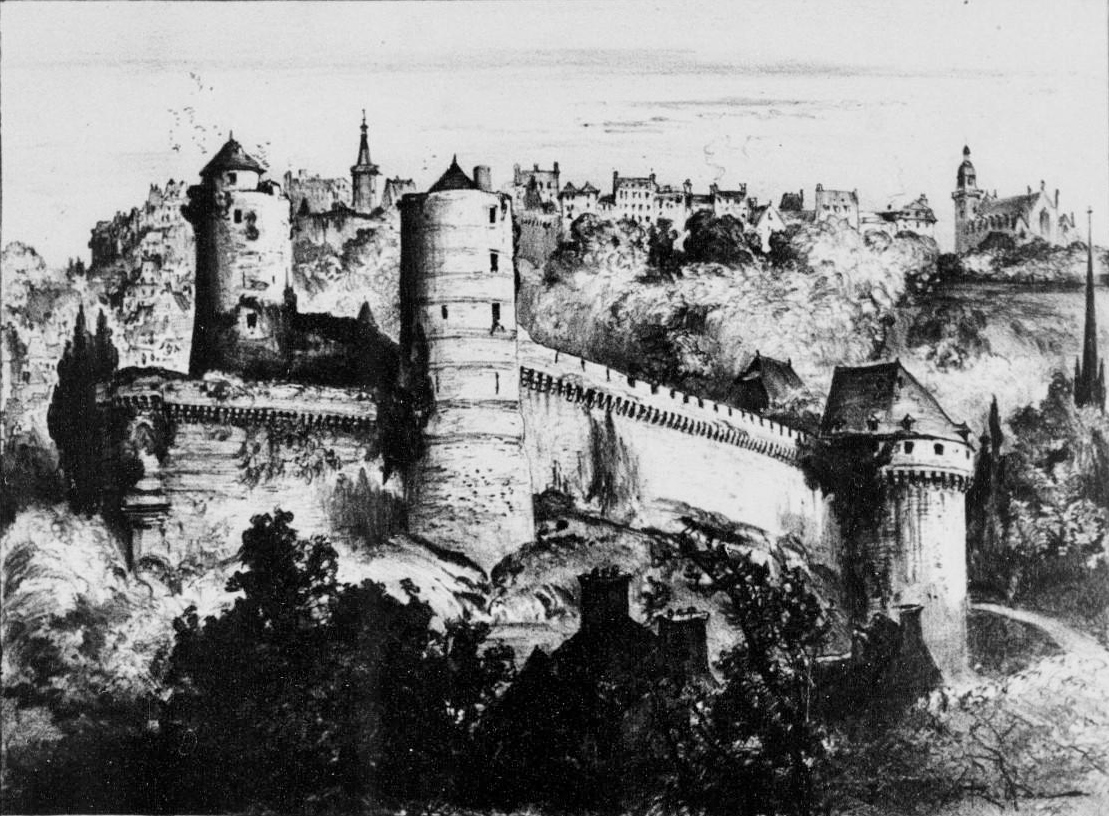
Le château de Fougères vers 1900 (lithographie d'Albert Robida).

Diane de Poitiers le reçoit d'Henri II en 1547. Il devient alors le logis des gouverneurs de Fougères.
Le duc de Mercœur, gouverneur de Bretagne, ligueur, en rébellion contre Henri III, s'empare du château le 28 mars 1588 et s'y réfugie.
L'abbé Déric, nommé par Louis XV, le 22 août 1773, en fut le dernier prieur jusqu’à la Révolution. Enfin, en 1793, le château est pris par les Chouans et les Vendéens. Le logis du XIVe siècle est détruit vers 1810.
En octobre 1828, Honoré de Balzac séjourne plusieurs semaines à Fougères chez Gilbert de Pommereul. Il visite le château et l'ensemble de la région pour y puiser l'inspiration pour son roman Les Chouans, paru en 1829.

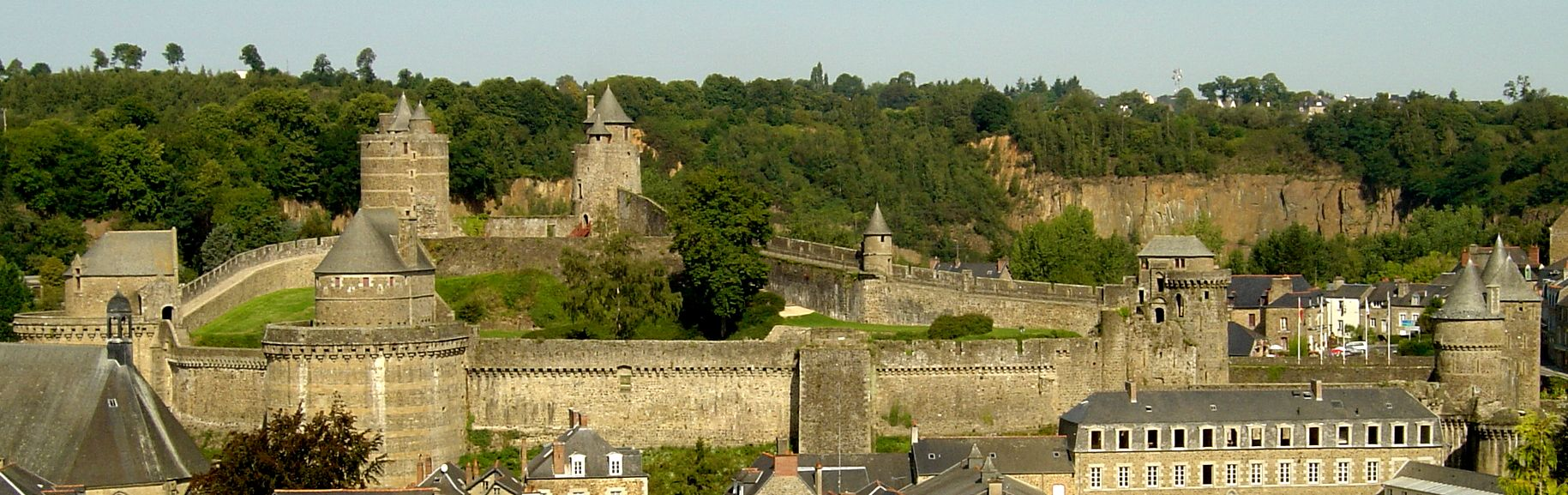
Vue panoramique.

Victor Hugo, dans Quatrevingt-treize (1879), s'inspire de la tour Mélusine qu'il décrit longuement : c'est la « Tourgue » d'Hugo, « une haute et large tour, à six étages, percée çà et là de quelques meurtrières, ayant pour entrée et pour issue unique une porte de fer donnant sur un pont-châtelet ». Au sol se trouve la grille par laquelle est visible la fameuse oubliette, tantôt prison, tantôt garde-manger.

## Description
Le château féodal de Fougères est un véritable condensé d'architecture militaire érigé sur 400 ans : les premières tours sont carrées et ont un rôle certes défensif, mais passif ; les tours circulaires permettent aux défenseurs de ne pas redouter les angles morts lors des tirs ; les tours en fer à cheval protègent astucieusement les bases des tours et donnent assez de débattement aux archers et arbalétriers.
Les remparts sont très bien conservés et forment trois enceintes : le « bayle » ou « Avancée » au contact de la ville fortifiée ; l'enceinte principale de la basse-cour en forme de croissant dont les pointes sont tournées vers le nord ; la haute cour ou « Réduit » à l'endroit le plus élevé de la forteresse que protège un donjon. Le gros-œuvre est en granite et en schiste local, montés respectivement en pierre de taille et en moellon. Les toits sont en ardoise.
Si le logis seigneurial est en ruine, les tours s'élèvent encore avec majesté. Certaines sont visitables : la tour carrée de la Haye-Saint-Hilaire (XIIe siècle) qui donne accès à la « basse cour », la tour Raoul (XVe siècle), la tour Mélusine (XIVe siècle) et à la tour du Hallay. Le châtelet d'entrée, dit poterne d'Amboise, est défendu par les tours Mélusine et des Gobelins (XIIe siècle) à l'extrémité de l'éperon rocheux. La poterne, équipée d'un pont-levis, était reliée à une élévation de forme elliptique, le rocher de la Couarde, qui s'avançait au milieu des eaux et des marais dont le château était entouré cet endroit. Un viaduc à deux arcades permettait d'atteindre le rocher sur lequel avait été érigée une demi-lune ( signalée en ruines en 1770). L'arasement du rocher de la Couarde et la dispartion du viaduc font que la poterne donne aujourd'hui dans le vide. 
Les tours d'entrée et de Coigny datent de la fin du XIIe siècle. La tour maîtresse (peut-être du XIVe siècle) dont il ne subsistent que les fondations est restée inachevée. Au XVe siècle la tour d'Amboise (poterne), puis les tours Raoul et Surienne complètent les fortifications. Ces dernières sont remaniées en 1481.
Propriété depuis 1820 de la famille de Pommeureul, le château est vendu en 1892 à la municipalité pour la somme de 80 000 Francs-or (environ 282 000 euros d'aujourd'hui).
Le château de Fougères est en état de vestiges restaurés.

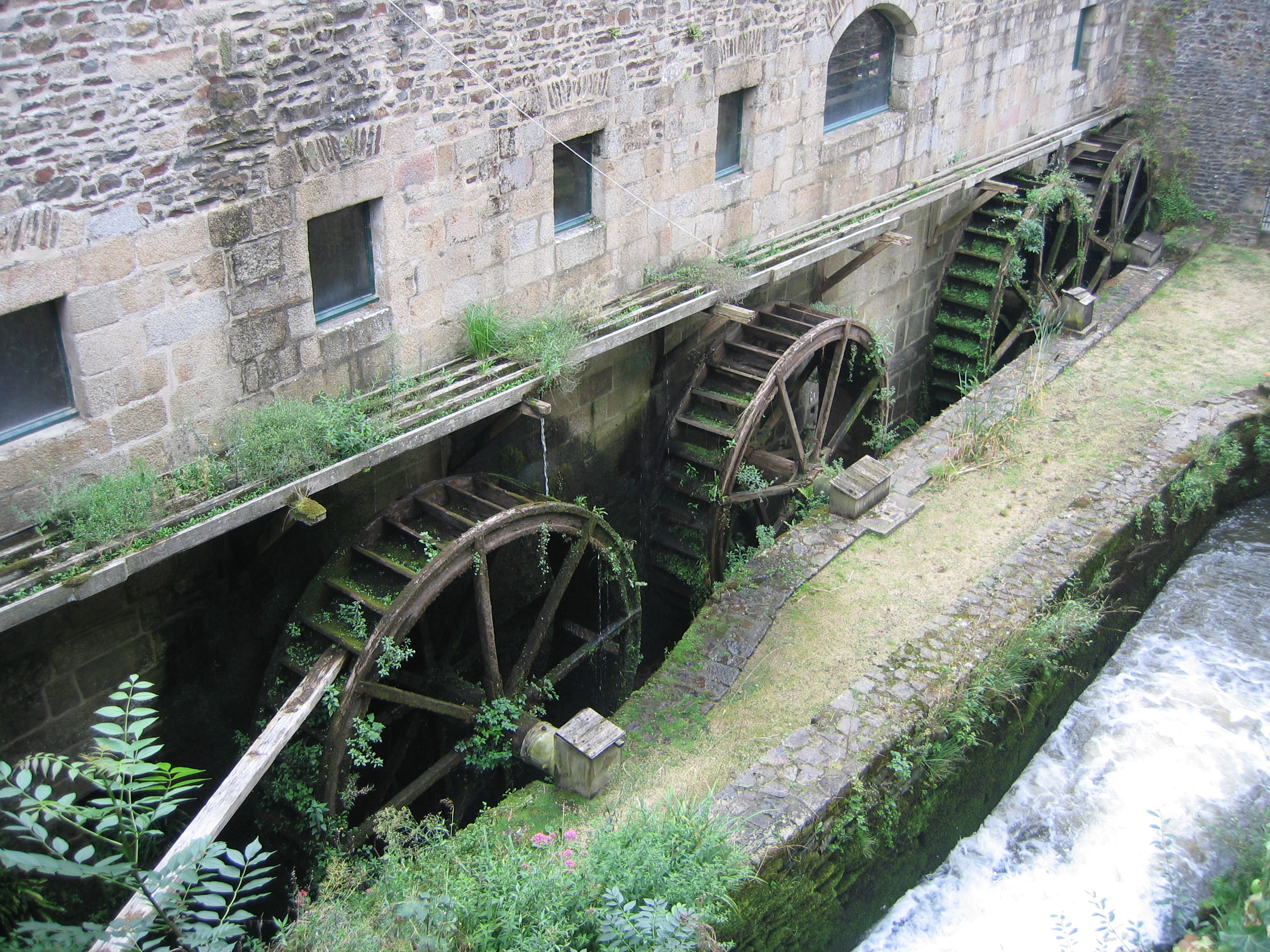
Le moulin à eau à quatre roues.

En 2009-2010, un nouveau parcours scénographique est aménagé dans les trois principales tours, sur le thème des « Marches de Bretagne ». Ce parcours est conçu par l'architecte du patrimoine Régis Ribet, de l'agence Softage (Le Loroux-Bottereau), et par Agnès Badiche, scénographe à La Rochelle.
À l'entrée, on trouve un moulin à eau quadruple dont les roues ont été restaurées en 2013 et fonctionnent encore ; l'une d'elles fait tourner un générateur électrique. Ce moulin est situé en contrebas de la conciergerie. En même temps que le nouveau parcours scénographique, le bâtiment est complètement remanié et aménagé pour devenir l'entrée du château, accueillant ainsi la billetterie, la boutique, une salle de projection, et un espace pédagogique. Ces travaux, permettant d'offrir l'accessibilité aux personnes à mobilité réduite, sont conçus et mis en œuvre par Régis Ribet. L'accès à la courtine ouest permet d'observer la ville haute.
Un timbre postal représentant le château est émis le 18 janvier 1960.
Les cinq étendards alignés qui flottent derrière les remparts représentent les blasons de certaines des familles qui ont possédé ou gouverné le château : de gauche à droite, vu de l'extérieur du château : Plesguen, la Haye Saint-Hilaire, Lusignan, Guibé, Pommereul.

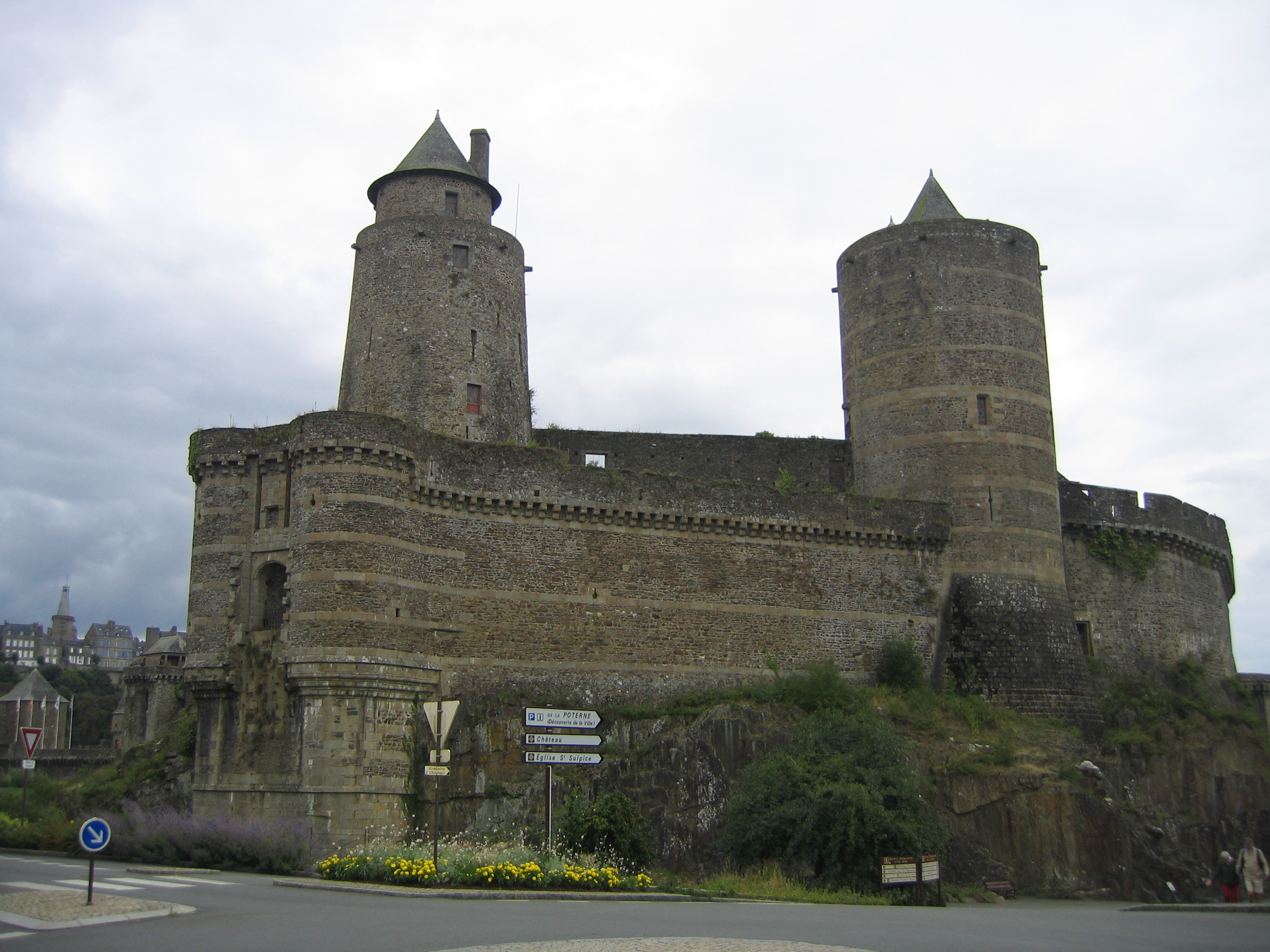
Les tours et la poterne d'Amboise du XVe siècle.
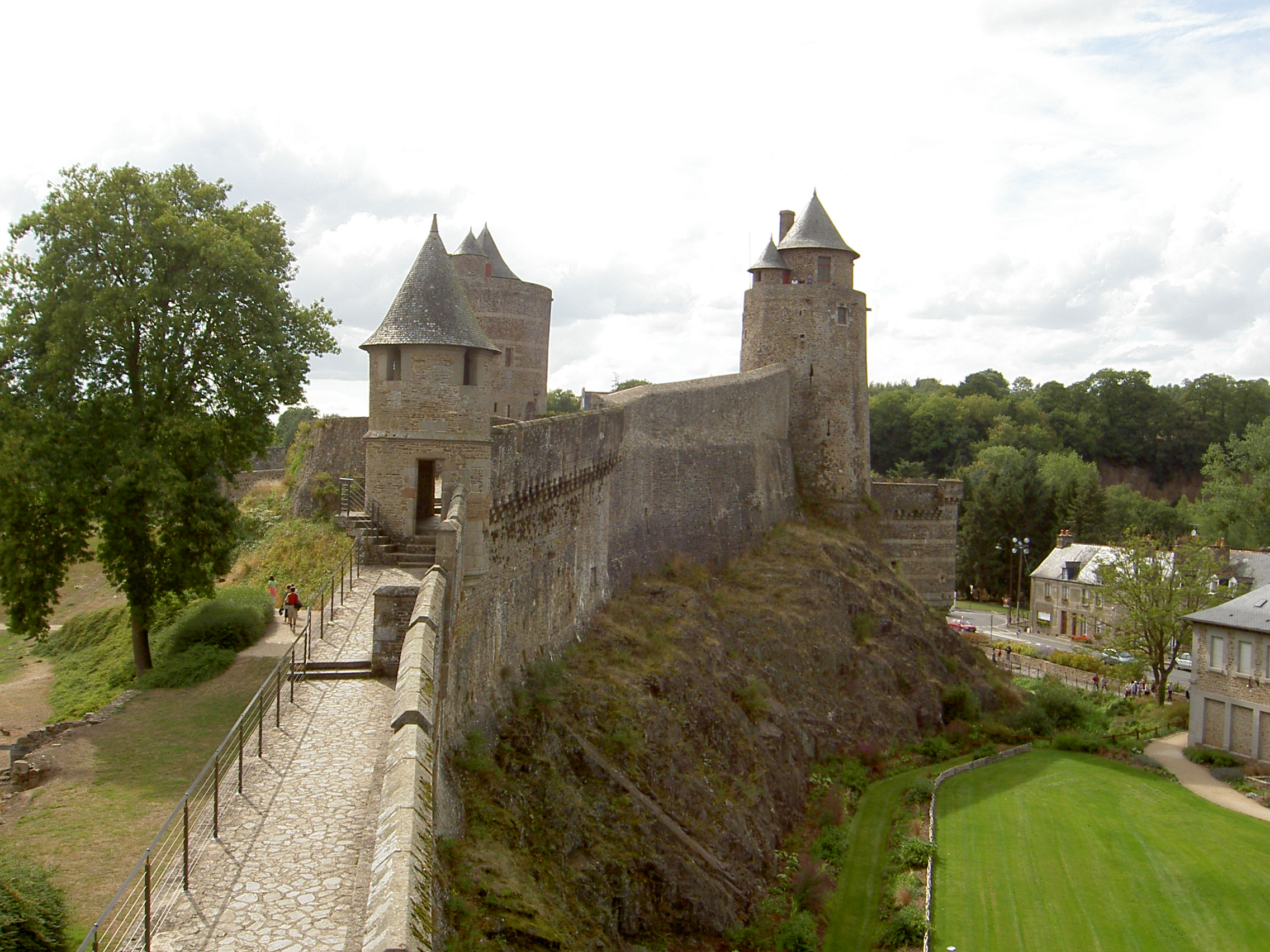
La tour de Guibé, derrière, la tour Mélusine et à droite, la tour du gobelin.
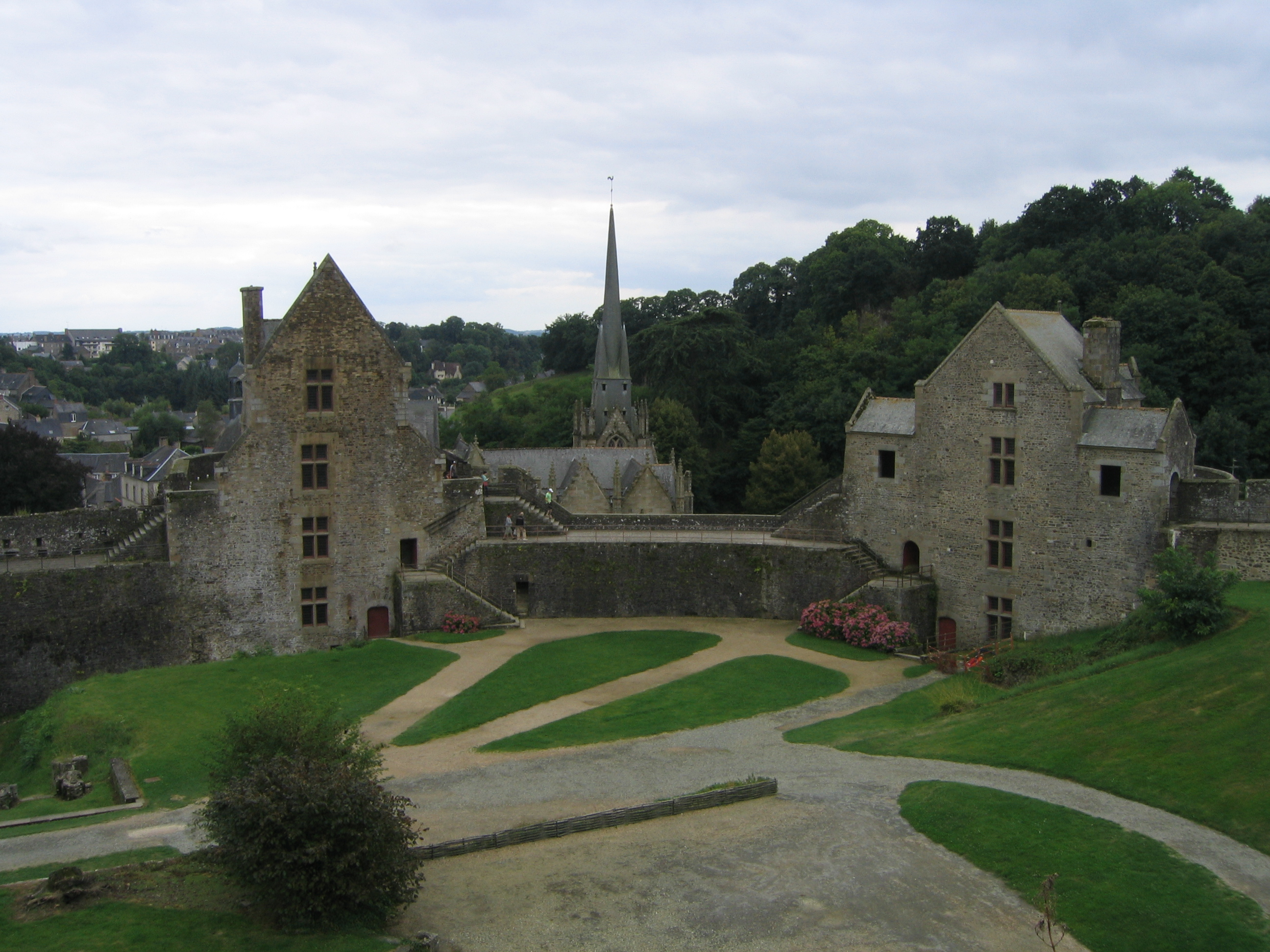
La cour intérieure avec les tours Suriennes et Raoul. En arrière-plan, l'église Saint-Sulpice.
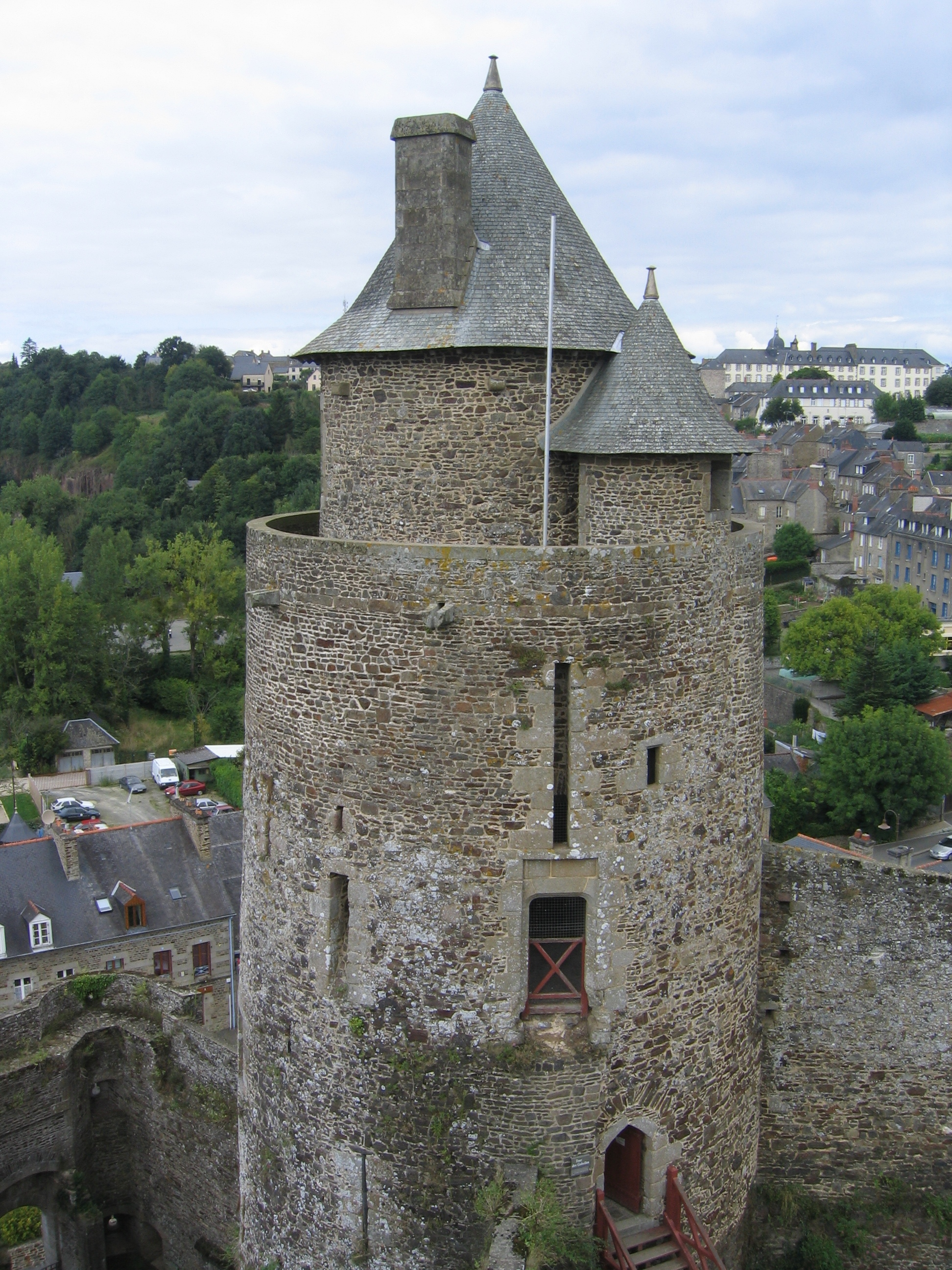
La tour du gobelin.
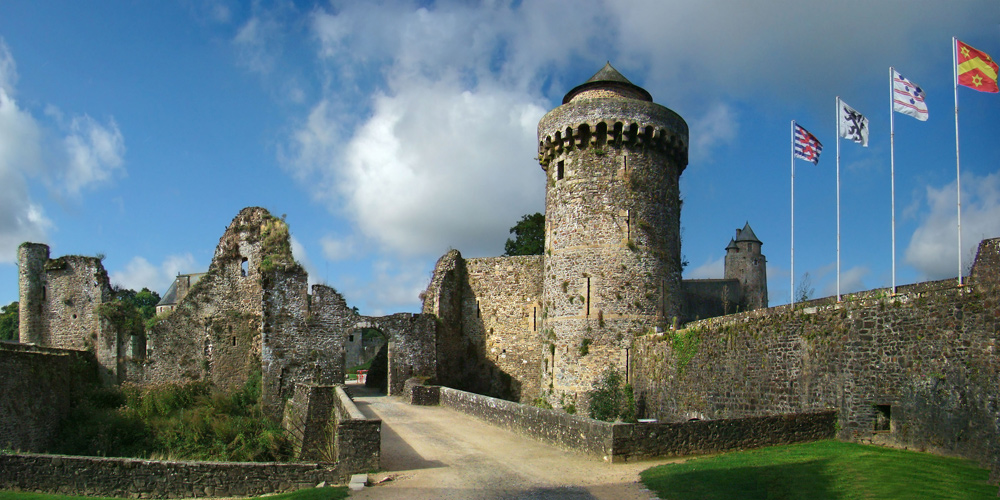
L'« avancée ».
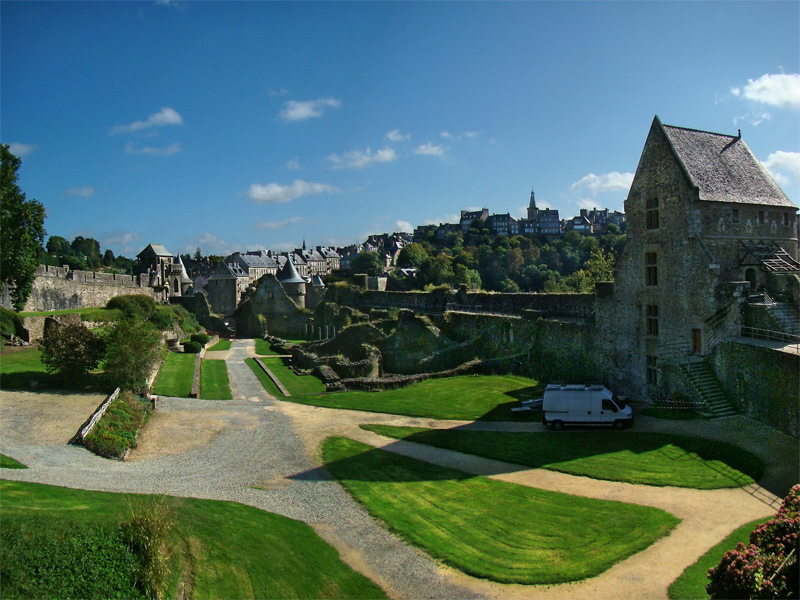
La « basse-cour ».

## Protection
Le château est classé monument historique français en 1862, paru journal officiel du 18 avril 1914. La ville fait l'acquisition du château en 1892, et le classement des terrains avoisinant la barbacane ouest du château, limité par la rue du Château, la route de Rennes et la prairie de la Palestine est déclaré par arrêté du 4 juillet 1928. Enfin, les douves et anciennes douves et les terrains situés aux abords immédiats et immeubles édifiés sur ces terrains notamment la maison du gardien sont elles aussi classés par arrêté du 26 février 1953.

## Le château dans la culture populaire
Le château a servi plusieurs fois de lieu de tournage pour la web-série Joueur du Grenier, notamment en 2018 pour une vidéo parodiant la saga Harry Potter.